# Achille Gama
Achille da Gama Silva Malcher (Pará, 8 gennaio 1892 – Rio de Janeiro, 29 luglio 1958) è stato un calciatore, arbitro di calcio e allenatore di calcio italiano.
Apparteneva a una famiglia piuttosto numerosa: di quattro fratelli conosciuti Giuseppe fu il fratello maggiore, poi Giovanni (1889), lui (1892) ed infine Umberto (1895). Nati tutti in luoghi differenti e solo tre conosciuti in ambito calcistico.

## Giocatore
Giocava come attaccante.
È stato tra i fondatori dell'Inter e ha segnato la prima rete della storia nerazzurra, contro il Milan nella gara d'esordio della squadra appena costituita, nel derby del 10 gennaio 1909 che ha aperto il campionato 1909; dopo un anno di pausa, ha giocato fino al 1913-14.
È stato anche dirigente accompagnatore della squadra milanese.

## Arbitro
Successivamente si è dedicato all'arbitraggio ma, mentre il fratello maggiore Giuseppe (1887) risulta arbitrare nel 1911 quando lui è ancora tesserato quale calciatore per l'Inter, è Umberto (1895) a essere citato come Junior (Jr) o Gama (II) quando lui torna in Italia dal Brasile nel 1919 e prende la tessera di arbitro. In queste vesti, sempre citato come Gama Senior (Sr), ha svolto le funzioni di guardalinee dell'arbitro olandese Mutters in occasione della finalissima del torneo calcistico ai Giochi olimpici 1928 di Amsterdam. La sua bravura come arbitro venne ricordata a distanza di anni.

## Allenatore
Dal 1910 al 1911 fu il fratello maggiore Giuseppe a far parte della commissione tecnica che guidò l'Italia per tre partite amichevoli.
Nella stagione 1932-1933 allenò la Serenissima, restando a Venezia sino al termine del campionato pur avendo firmando il contratto con il Bologna che allenò nelle prime undici giornate della stagione successiva.
In seguito allenò il Matera nel 1934-1935 e la Nissena nel campionato 1935-1936.